# Märchen vom Glück
Märchen vom Glück ist ein österreichischer Revue- und Ausstattungsfilm aus dem Jahre 1949 von Arthur de Glahs mit O. W. Fischer, Maria Holst, Gretl Schörg und der Miss Austria 1949, der Filmdebütantin Nadja Tiller, in den Hauptrollen.

## Handlung
Die Geschichte spielt in dem Phantasie- und Operettenstaat Utopistan. Der sehr wohlhabende aber recht schüchterne Polizeioffizier Fernando, seines Zeichens stellvertretender Polizeipräfekt, hat sich in die holde Danielle verliebt, die aber unbedingt von einem Draufgänger von Mann „erobert“ werden möchte. Fernando nimmt daraufhin einen Imagewechsel vor und verkleidet sich als geheimnisvoller Charmeur und Casanova, dem die Frauenherzen nur so zufliegen. Drei der ihn anschmachtenden Damen „entführt“ er zwecks gemeinsamer Liebesnächte in einen Palast und entlässt sie anschließend, um ein Brillantcollier reicher, wieder. 
Auch Danielle versucht Fernando auf diese Weise zu erobern, doch diese bleibt nach ihrer „Entführung“ standhaft und erklärt ungerührt dem unbekannten Galan, dass sie schon seit geraumer Zeit einem anderen Mann ihr Herz geschenkt habe. Es ist Fernando, und der demaskiert sich gegenüber seiner Herzdame und erklärt ihr, dass er die gesamte „Casanova“-Farce nur inszeniert habe, um ihr, Danielle, zu gefallen. Nun steht dem gemeinsamen Glück nichts mehr im Wege.

## Produktionsnotizen
Märchen vom Glück entstand Mitte 1949 in den Filmateliers von Wien-Rosenhügel sowie in der Umgebung von Wien und wurde am 9. September 1949 in der österreichischen Hauptstadt uraufgeführt. Die deutsche Premiere war am 23. Dezember 1949 in Braunschweig. 
R. Deisinger übernahm die Produktionsleitung. Gustav Abel entwarf die Filmbauten, Gerdago die umfangreichen Kostüme. Alfred Norkus überwachte den Ton, Filmeditor Hanns Matula war auch Regieassistent. Franz Thurner übernahm die musikalische Leitung, Josef Hochmuth verfasste die Lieder "Wenn man einem jungen Mann ein Interview gibt", "Hörst du wie die kleine Spieluhr klingt" und "Ich bin bei dir".

## Kritik
Im Lexikon des Internationalen Films heißt es knapp: „Ein weitgehend glanzloses Lustspiel, naiv-albern aufbereitet als musikalischer Abenteuer- und Ausstattungsfilm.“